# Primordiale Fluktuationen
Primordiale Fluktuationen sind Dichtevariationen im frühen Universum, welche als Ursprung der Struktur des Universums betrachtet werden. Diese Variationen haben ihre Ursache in den Vakuumfluktuationen und wuchsen mit der schnellen Expansion während der Inflation des Universums. Man vermutet, dass sich das Universum vor der Inflation im thermodynamischen Gleichgewicht befunden hat. Daher wäre das Universum ohne diese Fluktuationen komplett homogen und es hätten sich keine Galaxien und Galaxienhaufen gebildet.
Beobachtungen der kosmischen Hintergrundstrahlung und Rotverschiebung werden verwendet, um die gegenwärtige und vergangene Verteilung der Materie zu messen. Aus diesen Messungen können Eigenschaften der primordialen Fluktuationen extrapoliert werden. Da die Fluktuationen sich vermutlich mit der Inflation vergrößert haben, können diese Messungen die Parameter innerhalb der Theorie der Inflation beschränken.

## Formalismus
Primordiale Fluktuationen werden üblicherweise mit der spektralen Leistungsdichte quantifiziert, welche die Stärke der Variationen als Funktion der räumlichen Größenordnung angibt. Innerhalb dieses Formalismus wird die relative Fluktuation der Massendichte errechnet mit:
{\displaystyle \delta ({\vec {x}})\equiv {\frac {\rho ({\vec {x}})}{\bar {\rho }}}-1=\sum _{k}\delta _{k}e^{i{\vec {k}}\cdot {\vec {x}}}}
{\displaystyle {\bar {\rho }}} entspricht der durchschnittlichen Massendichte.
Viele Inflationsmodelle sagen voraus, dass die Fluktuationen einem Potenzgesetz folgen, in dem
{\displaystyle P_{s}(k)\propto k^{n}},
wobei {\displaystyle k} die Wellenzahl der Fluktuationen in
Mpc−1 ist und
{\displaystyle P(k)\equiv |\delta _{k}|^{2}}.
Für skalare Fluktuationen bezeichnet {\displaystyle n+1} den
skalaren Index. Das Modell mit {\displaystyle n=0} entspricht
skaleninvarianten Fluktuationen.

## Adiabatische Fluktuationen
Adiabatische Fluktuationen sind Dichteschwankungen von allen Formen der Materie oder Energie, die anteilig gleichermaßen verdichtet werden. z. B. korrespondiert eine adiabatische Verdichtung von Photonen um den Faktor 2 mit einer Verdichtung von Elektronen um den gleichen Faktor. Die Dichteschwankungen für eine Komponente müssen nicht zwangsläufig mit Dichteschwankungen in anderen Komponenten korrespondieren. Obwohl man annimmt, dass die Fluktuationen adiabatisch sind, deuten aktuelle Messungen darauf hin, dass unkorrelierte Dichteschwankungen vorhanden waren. Unkorrelierte Dunkle-Materie-Schwingungsmoden werden jedoch für unwahrscheinlich gehalten.

## Tensormoden
Die Existenz von Tensor-Fluktuationen (in Form von Gravitationswellen) wird von vielen Inflationsmodellen vorhergesagt. Wie skalare Fluktuationen gehorchen Tensor-Fluktuationen einem Potenzgesetz, mit dem Tensor-Index (analog zum Skalar-Index) und dem Verhältnis von Tensor- zur Skalar-Leistungsdichte als Parameter.